# 229 v. Chr.
Portal Geschichte | Portal Biografien | Aktuelle Ereignisse | Jahreskalender | Tagesartikel

◄ |
4. Jahrhundert v. Chr. |
3. Jahrhundert v. Chr. |
2. Jahrhundert v. Chr. |
►

◄ | 240er v. Chr. | 230er v. Chr. | 220er v. Chr. | 210er v. Chr. |
200er v. Chr. |
►

◄◄ | ◄ | 232 v. Chr. | 231 v. Chr. | 230 v. Chr. | 229 v. Chr. |
228 v. Chr. |
227 v. Chr. |
226 v. Chr. |
► |
►►
Staatsoberhäupter

## Ereignisse

### Westliches Mittelmeer
- Hasdrubal wird nach dem Tod von Hamilkar Barkas Karthagos Befehlshaber in Hispanien.
- Nachdem eine römische Gesandtschaft, die an den Hof der illyrischen Königin Teuta nach Skutra geschickt wurde, um gegen die Übergriffe gegen griechische und römische Kaufleute zu protestieren, inhaftiert und ein Gesandter dort ermordet wird, erklärt Rom der Königin Teuta den Krieg (Erster Illyrischer Krieg).

### Östliches Mittelmeer
- Teuta erobert die Insel Korfu, wo sie Demetrios von Pharos als Statthalter einsetzt. Dieser wechselt allerdings die Seiten und übergibt die Insel den römischen Truppen unter Gnaeus Fulvius und Aulus Postumius. Diese erobern in der Folge Epidamnos und die Insel Issa, Teuta muss sich nach Rhizon (heute: Risan) in der Bucht von Kotor zurückziehen.
- Philipp V. besteigt nach dem Tod des Demetrios II. den makedonischen Thron. Da er noch minderjährig ist, übernimmt Antigonos III. Doson die Regentschaft.
- Zwischen Sparta und dem Achaiischen Bund kommt es zum Kleomenischen Krieg, nachdem der spartanische König Kleomenes III. das bei Megalopolis gelegene Belbina erobert hatte.
- Aigina und Arkadien schließen sich dem Achaiischen Bund an, ebenso Argos unter Aristomachos, der im darauffolgenden Jahr Stratege des Bundes wird.

## Geboren
- um 229 v. Chr.: Lucius Aemilius Paullus Macedonicus, römischer Feldherr und Politiker († 160 v. Chr.)

## Gestorben
- Hamilkar Barkas, karthagischer Feldherr in Spanien (* um 270 v. Chr.)